# Brevipalpus hondurani
Brevipalpus hondurani är en spindeldjursart som beskrevs av Evans 1993. Brevipalpus hondurani ingår i släktet Brevipalpus och familjen Tenuipalpidae. Inga underarter finns listade.